# Natronpapier
Natronpapier ist ein vorwiegend einseitig glattes, geripptes Verpackungspapier, das unter Verwendung von Sulfat-Zellstoff hergestellt wird.
Im Zuge dieses Verfahrens kommt unter anderem auch Natron-Lauge zum Einsatz, wodurch sich die Namensgebung erklärt. Ohne weitere Veredelung entsteht so außerdem die charakteristische (und im Fachhandel teils namensgebende) Färbung entsprechender Papiererzeugnisse.
Unterschieden werden Natron-Kraftpapiere, die zu 100 % aus Sulfat-Zellstoff hergestellt werden und Natron-Mischpapiere, bei deren Herstellung zu bestimmten Anteilen Altpapier verwendet wird.
Ungewachste resp. ungeölte Natronpapiere sind uneingeschränkt als Altpapier recyclebar.
Verwendung findet Natronpapier vor allem im Verpackungsbereich sowie, dank seiner hohen Reißfestigkeit, bei Anwendungen mit hohen mechanischen Belastungen.
Einige Varianten des Ölpapiers basieren auf Natronpapier.